# Trgovski dom
Il Trgovski dom (in sloveno: Casa del commercio) di Gorizia è la sede delle organizzazioni degli sloveni goriziani, un edificio polifunzionale nel centro di Gorizia.
Fu devastato dai fascisti il 4 novembre 1926, condividendo la sorte dei Narodni Dom di Trieste e di Pola, edifici che avevano funzioni analoghe e che vennero attaccati e distrutti sei anni prima, a seguito degli incidenti di Spalato. Trasformato nella Casa del Littorio di Gorizia, dopo la liberazione della città tornò per un breve periodo sede delle organizzazioni slovene col nome di Ljudski dom (Casa del popolo). Nel 1946 il Governo Militare Alleato obbligò le associazioni slovene a trasferirsi altrove, ma dopo il Trattato di pace la proprietà dell’edificio venne trasferita allo stato italiano. Dall'11 gennaio 2014 il Trgovski dom è tornato a disposizione della comunità slovena goriziana.

## Storia
Nel 1897 viene fondata e diviene operativa a Gorizia la Trgovko obrtna zadruga (Cooperativa di credito commerciale e artigiana), un istituto bancario costituito inizialmente da 904 soci, che cresceranno a oltre 2000 nell'arco di cinque anni.
L'istituto tra il 1903 e il 1905 acquisì un terreno in corso Verdi e commissionò all'architetto Max Fabiani la costruzione di un edificio polifunzionale che sarà inaugurato nel 1905, destinato a diventare il riferimento della vita economica, culturale e sociale degli sloveni di Gorizia.
L'edificio ospitava una biblioteca, un ristorante, una palestra, degli spazi commerciali, la sede di una banca, un teatro, dei locali per le riunioni, degli studi professionali, le sedi di alcune associazioni e degli appartamenti.
L'edificio subì le conseguenze del fallimento della Trgovko obrtna zadruga avvenuto a seguito dell'insolvenza di uno dei principali soci nel 1912 e, durante la fase iniziale della Prima Guerra Mondiale, di un bombardamento italiano il 18 novembre 1915.
I liqudatori della banca proprietaria dell'immobile, riconoscendo la particolare valenza dell'edificio per la comunità slovena locale non riuscirono a trovare però all'interno di questa acquirenti interessati, e ne mantennero l'amministrazione e la gestione sino all'intervento prefettizio che ne dispose il sequestro nel 1927.

## La devastazione
Il protrarsi della gestione delle intense attività culturali ed economiche slovene presso il Trgovski Dom ne confermò il ruolo di riferimento per gli sloveni di Gorizia e lo rese un importante bersaglio delle attenzioni dei fascisti che, invece, perseguivano l'italianizzazione dei territori annessi nella prima guerra mondiale.
In tale clima, nella notte del 4 novembre 1926, anniversario della vittoria italiana nel primo conflitto mondiale, gli squadristi assaltarono l'edificio, devastarono gli uffici delle attività slovene e distrussero arredi, archivi, documenti e strumenti musicali in essi contenuti e vi appiccarono il fuoco.

## Dopo la devastazione

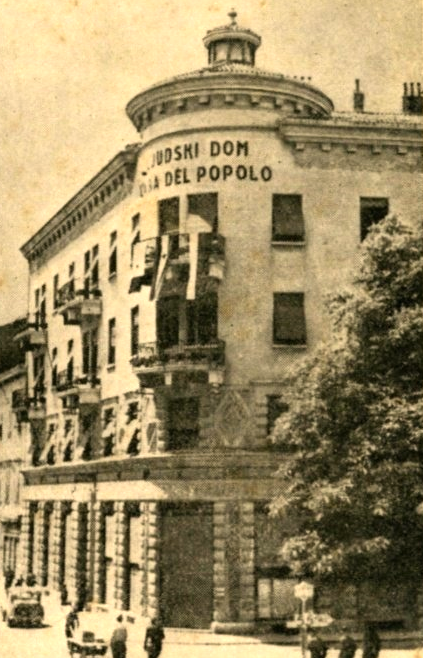
Il Trgovski Dom nel secondo dopoguerra

L'assalto fascista sfociò in una duratura occupazione da parte degli squadristi inizialmente giustificata parzialmente con un contratto di affitto estorto ai liquidatori a posteriori e obtorto collo.
Il limitato prosieguo delle attività culturali slovene che il contratto prevedeva venne da subito impedito dapprima dagli squadristi e successivamente per motivi si ordine pubblico e nell'edificio vennero insediate organizzazioni legate al P.N.F.
Dopo il sequestro prefettizio, nel 1932, i commissari liquidatori vennero sostituiti da un commissario liquidatore unico nominato dal Capo del governo e ministro delle corporazioni, l'ing. Luigi Faleschini, che procedette alla vendita a condizioni particolarmente vantaggiose di quello che era ormai stato ridenominato Palazzo Littorio o Casa Littoria, al P.N.F.
Nel secondo dopoguerra, occupato da associazioni culturali legate all'unione antifascista italo slovena e rinominata Ljudski Dom, fu oggetto nel 1946 di un attentato dinamitardo a opera di nazionalisti italiani.